# (37702) 1996 BB9
1996 BB9 (asteroide 37702) é um asteroide da cintura principal. Possui uma excentricidade de 0.23813280 e uma inclinação de 11.58138º.
Este asteroide foi descoberto no dia 20 de janeiro de 1996 por Spacewatch em Kitt Peak.